# Будинок Шпрехера
Буди́нок Шпре́хера (інші назви — Будинок Книги) — перший львівський хмарочос (має 7 поверхів), споруджений у стилі неокласицизму з елементами модернізму у 1912—1921 роках за проєктом Фердинанда Касслера. Розташований в межах державного історико–архітектурного заповідника у Львові — об'єкта Світової спадщини ЮНЕСКО та внесений до Реєстру пам'яток архітектури місцевого значення під охоронним № 190-м.

## Історія будівництва

Будівництво хмарочосу (1912 рік)

Перший двоповерховий будинок на цьому місці збудовано 1829 року. Він належав родині кравця Марцелі Громадзінського, який 1847 року побудував чотириповерхову кам'яницю Понінського. У 1867 році власником будинку став граф Калікст Понінський, а пізніше граф Любомирський. З 1880 року в цьому будинку деякий час містилася перша дирекція Галицької залізниці, а також розташовувалася відома «Академічна книгозбірня». У 1902—1912 роках тут діяла популярна серед львівських письменників та художників кав'ярня «Монополь» (власник Ф. Гексель), яку часто відвідував Іван Франко. Постійними клієнтами кав'ярні були також політик Болеслав Вислоух, історики Францішек Яворський і Богдан Януш, професор Василь Щурат, художники Ярослав Пстрак і Фредерик Паутч.
З 1910 року у Львові вийшла заборона споруджувати будинки, вищі, ніж чотири поверхи. Шпрехер спритно обійшов цю заборону. Перший поверх тоді взагалі не рахувався і над ним збудували ніби антресолі, а насправді повноцінний поверх, а над четвертим вибудували величезну мансарду.
1910 року будинок, який перебував в аварійному стані, придбав один з найбагатших львів'ян, єврейський купець Йона Шпрехер (1861—1943). Незважаючи на свою заможність він був феноменально скупою людиною. Ходив завжди в подертому обношеному одязі і лише пішки, аби зекономити 25 грошів, харчувався виключно картоплею з олією. Чиншові кам'яниці, власником яких він був, завжди виділялися серед львівських споруд своєю неординарністю. Це і великий будинок з рясним сецесійним декором на вулиці Городоцькій, 45—47, де мешкав сам Й. Шпрехер, збудований у 1907 році, і споруджений у 1927—1939 роках на залізобетонному каркасі будинок в стилі функціоналізму на вулиці Академічній (нині — «Будинок профспілок Львівщини» на проспекті Шевченка), 7 та обладнаний у 1926 році пасаж «Маріяцька галерея» на площа Міцкевича, 5 (нині — магазин «Пасаж»).
Улюбленим, так би мовити «придворним» архітектором Й. Шпрехера був Фердинанд Касслер (1883—1943). Власне Касслеру було доручено у 1911 році спроєктувати та збудувати на площі Міцкевича, 8 будинок, який вражав тоді своєю монументальністю і викликав чимало суперечок. Фактично це був перший львівський «хмарочос» — місто не знало до цього таких високих приватних будівель. Після розібрання навесні 1912 року старого будинку князя Любомирського, влітку розпочалися будівельні роботи, які Касслер вів у спілці з Юліушем Цибульським. У лютому 1913 року магістрат затвердив плани фасаду, але вже тоді виникли перші критичні зауваження щодо споруди. Так Роман Фелінський висловив побоювання, що запроєктовані Касслером дві високі вежі будуть надмірно конкурувати з силуетом вежі Латинського кафедрального собору. У квітні 1914 року, коли будівля вже сягнула п'ятого поверху, з гострими протестами проти неї виступили головний охоронець львівських пам'яток старовини Тадей Обмінський та священики Латинського собору, через що спорудження будівлі було припинено та рішенням магістрату заморожено на чотири роки, і лише у серпні 1918 року Й. Шпрехер поновив прохання про дозвіл. В голосуванні магістрату, що проходило досить бурхливо, перемогла позитивна пропозиція архітектора Вінцента Равського. Шпрехеру дозволили завершити будівництво при умові часткової зміни верхівки дому, висота фасаду була обмежена 24 метрами замість 26. Початково будинок задумувався як поліфункціональний. На першому поверсі планувалося розташувати крамниці, а вище — житлові або офісні приміщення (початково планувалося розміщення готелю «Palace»).

## Архітектура
Будинок нараховує шість поверхів. Завершується великим мансардним дахом з башточками. В стилістиці споруди переважають академічні варіації: півколони та пілястри різних габаритів, декоративні проміжні карнизи і сандрики. Водночас типовими для модерністських творів Касслера є параболічні обриси долішніх та горішніх вікон і асиметричний вигин верхнього карнизу. Відгомін сецесії відчутний в рельєфах на пілонах порталу — примхливих драконах і ящерах, виконаних ймовірно скульптором Зигмутом Курчинським у 1913—1914 роках. Застосовано центральне опалення та вентиляцію, використано залізобетонні конструкції.

## Експлуатація
На початку 1922 року в будинку Йони Шпрехера розташувалися різні установи. Переважну більшість приміщень зайняли контори найбільшого французького нафтового концерну «Малопольща», в складі якого були підприємства «Альфа», «Вулкан», «Домброва», «Нафта», «Карпатське нафтове товариство», крім них тут розміщувались крамниці, бібліотека, консульство Румунії та Угорщини. На першому поверсі розташовувалася аптека Стефана Стенцеля (нині «Аптека на Марійській площі»), інтер'єр якої в стилі бідермаєр виконав у 1921 році архітектор Генрик Заремба.

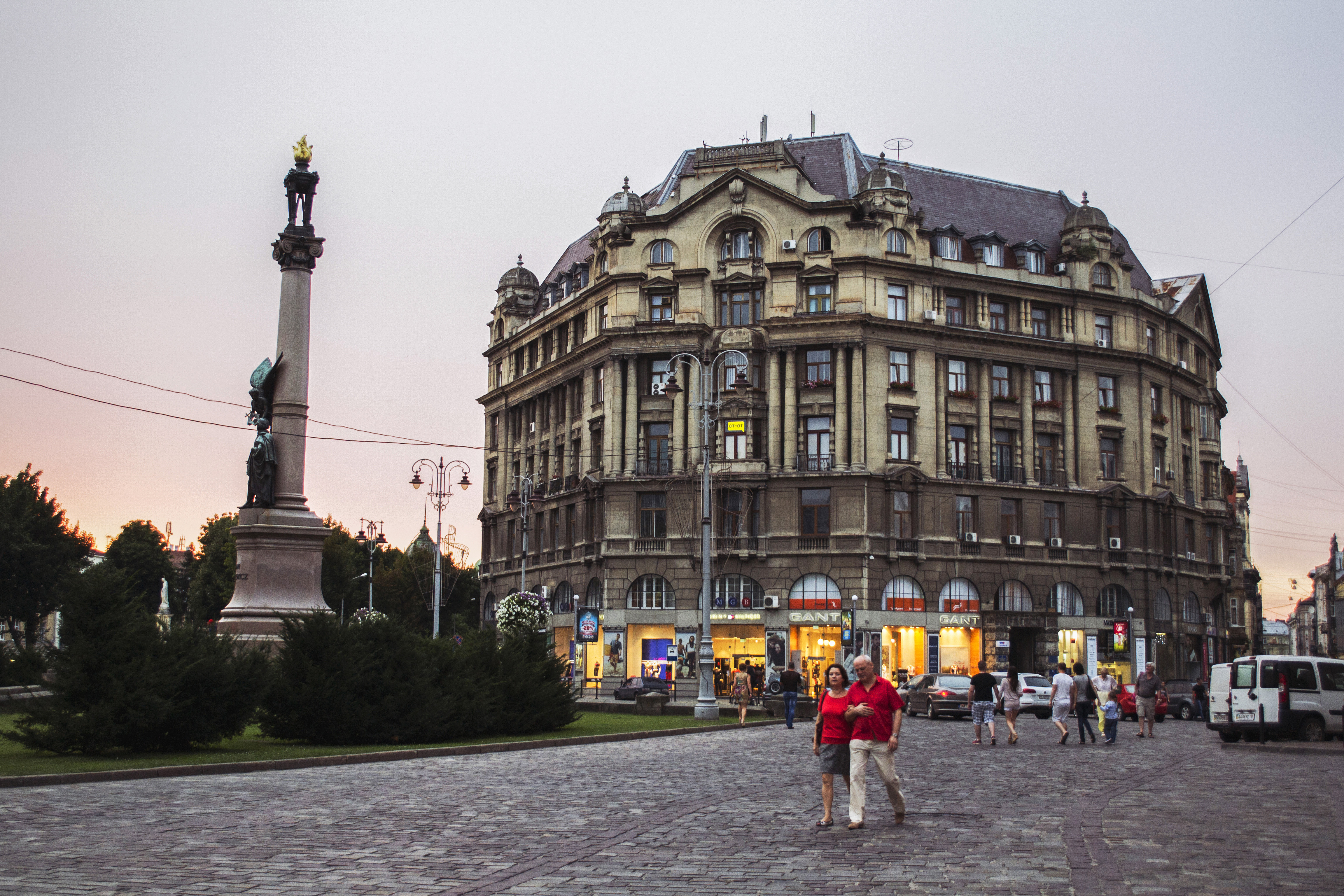
Будинок Шпрехера (світлина 2014 рік)

У 1946 році, згідно постанови Львівського міськвиконкому від 5 січня 1946 року, будинок передано на баланс тресту «Львівнафтогазрозвідка», пізніше реорганізованого в ДГП «Західукргеологія», а з 16 травня 2001 року — ДП «Західукргеологія» НАК «Надра України». У радянські часи на даху хмарочоса розташовувалася п'ятипроменева зірка з портретом Йосипа Сталіна в центрі. До середини 1950-х років в будинку функціювали каси попереднього продажу залізничних квитків, які згодом перенесли до приміщення колишнього костелу святої Анни, що на роздоріжжі вулиць Городоцької та Шевченка. У середині 1960-х років приміщення першого поверху перебудували для розташування там Будинку книги. Протягом 2010—2016 років більшість приміщень першого поверху Будинку книги, його орендарем — ТзОВ «Львівкнига» були здані в суборенду приватним підприємцям, де згодом відкрилися магазини одягу та взуття Tommy Hilfiger, Gant, Walker, цифрових рішень MOYO, книжковий супермаркет та магазин дитячої книги.